# Brans
 Brans  es una población y comuna francesa, situada en la región del Franco Condado, departamento de Jura, en el distrito de Dole y cantón de Montmirey-le-Château.

## Demografía
| 208 | 182 | 166 | 168 | 170 | 178 |
| Para los censos de 1962 a 1999 la población legal corresponde a la población sin duplicidades (Fuente: INSEE [Consultar]) |     |     |     |     |     |